# Rolf Haug

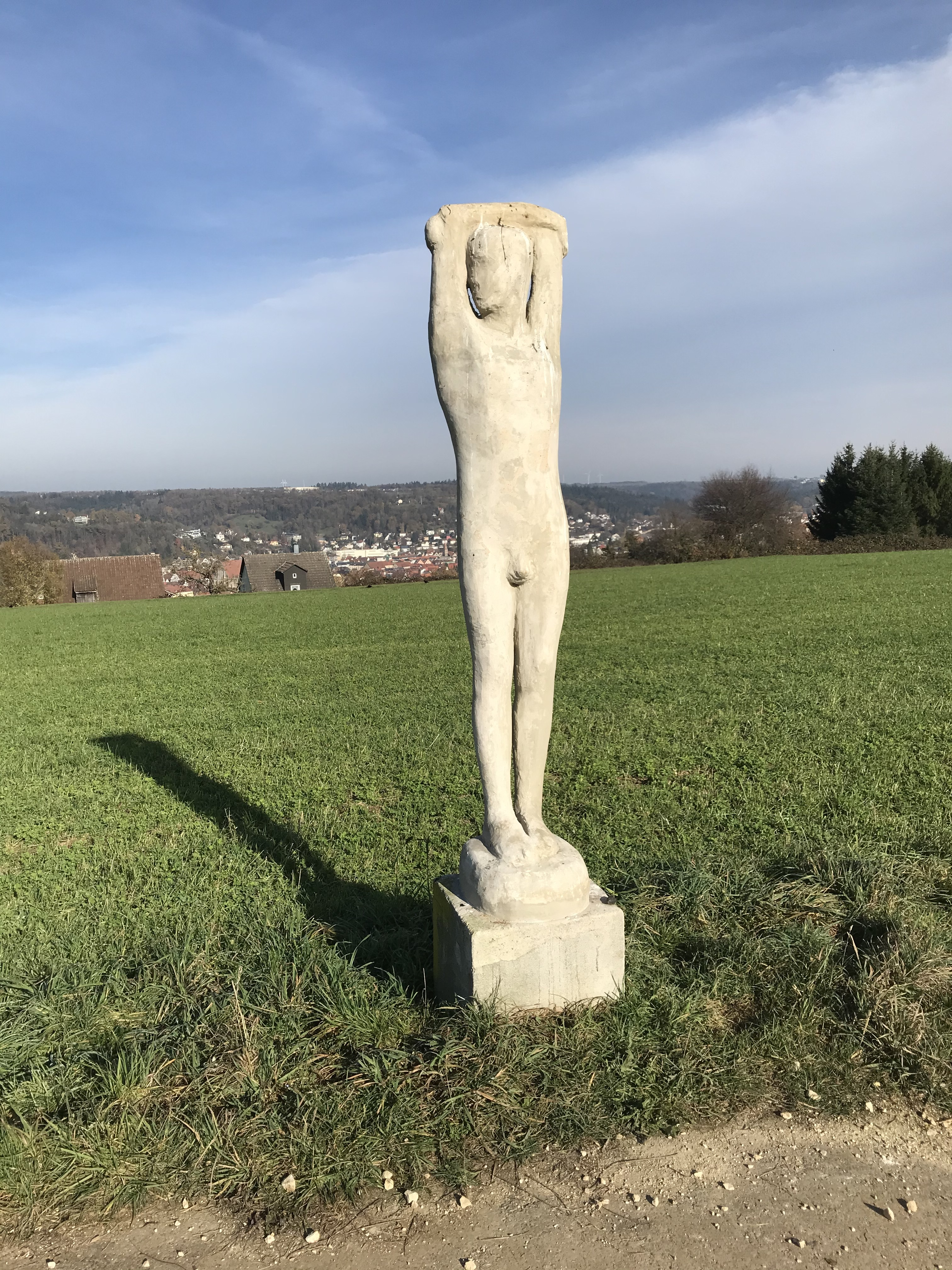
Stele, Beton, 250 cm, um 1965, Wege zur Kunst

Rolf Haug (* 7. September 1922 in Schwäbisch Gmünd; † 20. Dezember 2001 ebenda) war ein deutscher Maler und Bildhauer.

## Leben
Rolf Haug legte 1940 an der Hindenburg-Oberschule (heute Parler-Gymnasium) in Schwäbisch Gmünd das Abitur ab. Anschließend war er im Zweiten Weltkrieg als Soldat in Frankreich und später in Russland, wo er schwer verwundet wurde. Nach seiner Genesung wurde er kurz vor Kriegsende beim erneuten Einsatz am 3. März 1945 in Moers am Auge verletzt, was zur fast völligen Erblindung führte.
Im Herbst 1945 kam er in eine Kriegsblindenschule im Schloss Solitude bei Stuttgart. Er bekam Kontakt mit dem Maler und Bildhauer Fritz von Graevenitz, der ebenfalls stark sehbehindert war. Über ihn fand Haug zur Malerei und Bildhauerei.
Enge Freundschaft pflegte er seit 1945 auch zu Paul Mahringer (1904–1969), der an der damaligen Staatlichen Höheren Fachschule für das Edelmetallgewerbe in Schwäbisch Gmünd lehrte.
1964 heiratete er die aus einer Goldschmiedfamilie stammende Margarethe („Gretel“) Hörner (* 11. Juni 1924; † 10. Januar 2018 in Schwäbisch Gmünd). Haug blieb zeitlebens Autodidakt, nahm nie an Ausstellungen teil und verkaufte auch nie eine seiner Arbeiten.
Seit dem Tod seiner Frau Margarete Haug-Hörner im Jahre 2018 ist das ehemalige Wohnhaus der beiden in der Max-Beck-Straße 32 in Straßdorf unbewohnt. Das dortige Atelier befindet sich noch in seinem ursprünglichen Zustand.

## Werk
Während Rolf Haug im Sommer an Skulpturen arbeitete, zog er es im Winter vor, zu malen. Im Gegensatz zu seiner durch kräftige Farben geprägten abstrakten Malerei ist seine farblose Bildhauerei aus Gips, Beton oder Zementguss ganz der menschlichen Figur verpflichtet.
Bei seinen Figurenstelen wird die Auseinandersetzung mit den Bildhauern Joannis Avramidis und Alberto Giacometti Einfluss gehabt haben, wohingegen bei seinen verschlungenen, embryohaften Figuren die Werke von Henry Moore und Jean Arp Anstöße gaben. Insbesondere an den verschlungenen Körpern kann man erkennen, dass Haug die menschliche Figur in ihrer Anatomie, ihrem Knochenbau und ihrem Bewegungsspielraum genau studiert hat.
Während Haug beim Modellieren seiner Plastiken seine geminderte Sehfähigkeit durch sensibilisiertes Formempfinden seiner Hände kompensieren konnte, war er bei der Malerei auf den Rest seiner Augenkraft angewiesen. Das führte zu besonders breitflächigen Lineaturen und kräftig leuchtenden Farben, um den eigenen Malprozess möglichst gut verfolgen zu können. Darüber hinaus fehlen – wohl auch aufgrund seiner minimalen Sehfähigkeit – Perspektive, Raum und Distanzen.
Hinterlassen hat er viele hundert Gemälde und rund einhundert Skulpturen. 2005 wurde sein Werk bei einer postumen Einzelausstellung „Rolf Haug – Maler und Bildhauer“  im Prediger in Schwäbisch Gmünd erstmals der Öffentlichkeit vorgestellt. Im September 2024 verkaufte der Inner Wheel Club in Schwäbisch Gmünd Bilder und Skulpturen von Rolf Haug, die seine Erben gestiftet hatten, in einem Pop-up-Store zu Gunsten der Gmünder Jugendkunstschule.

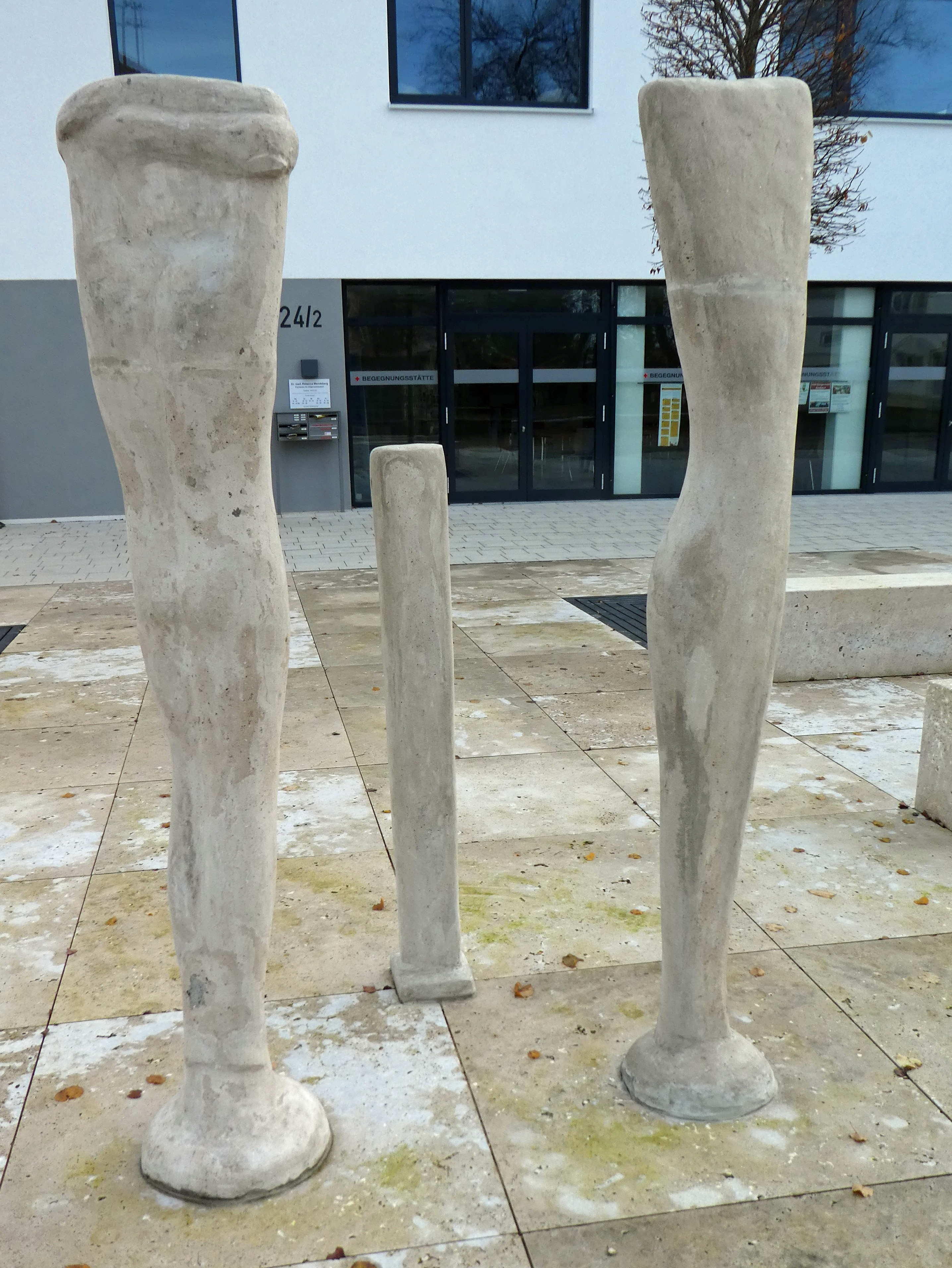
Familie, Beton, 180 cm, Datum unbekannt, Straßdorf, typisches Beispiel für Rolf Haugs Figurenstelen
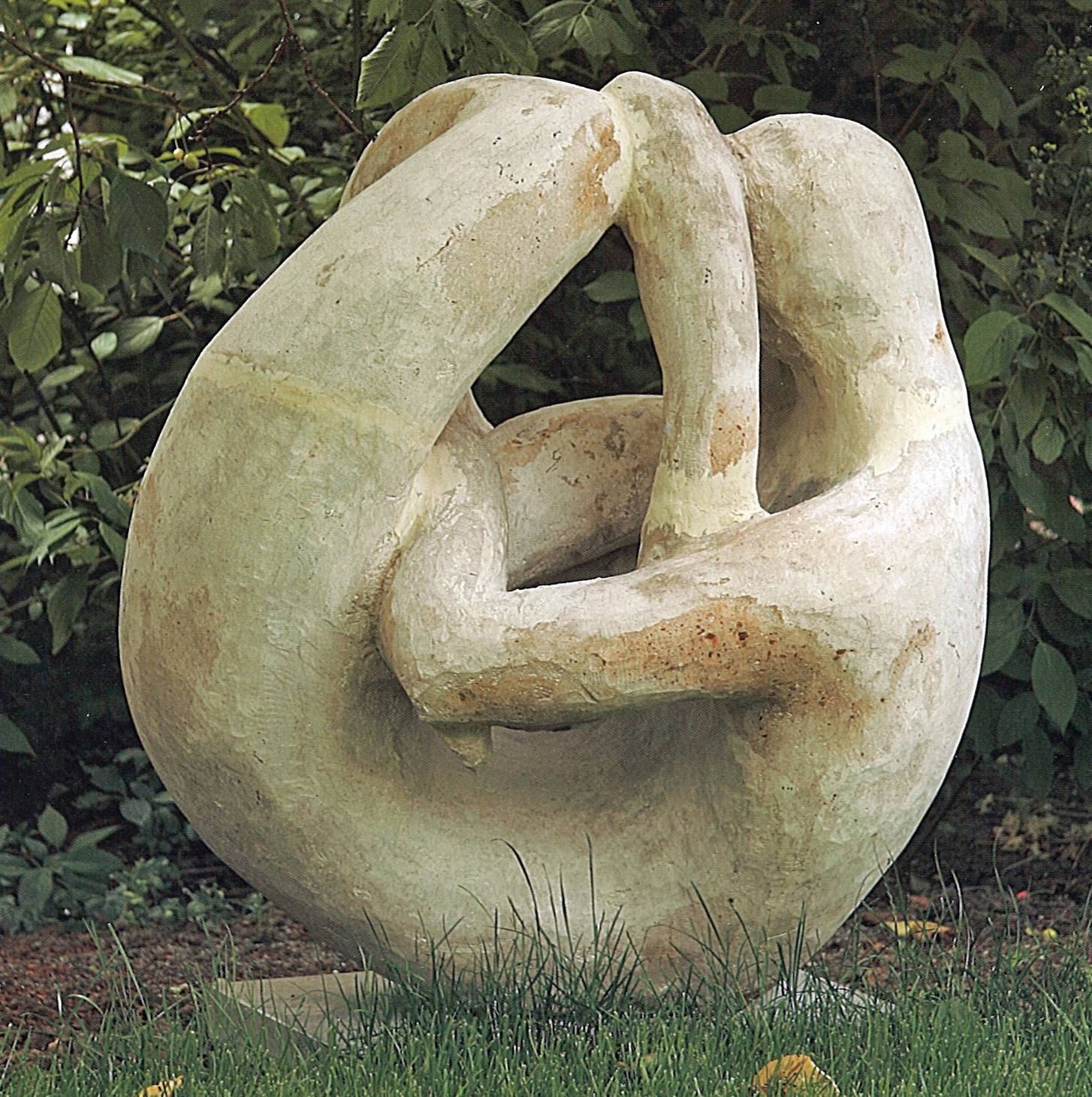
Männliche Figur, Beton, geschliffen, 82 cm, um 1965, typisches Beispiel für Rolf Haugs verschlungene Körper
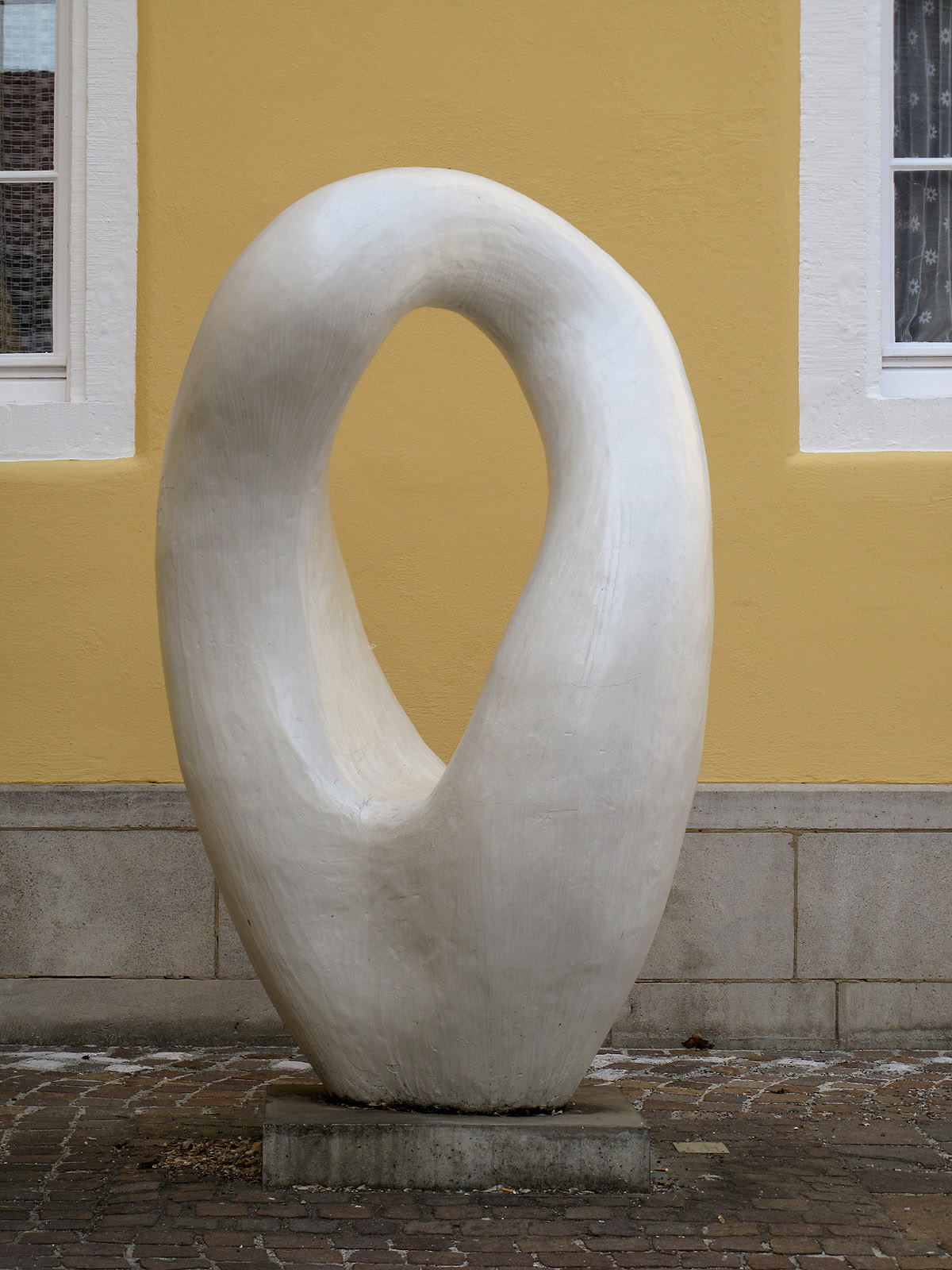
Endlosschleife, Beton, geschliffen, 200 cm, um 1980, Schwäbisch Gmünd, Aufstellung 2005 postum anlässlich der Ausstellung im Prediger
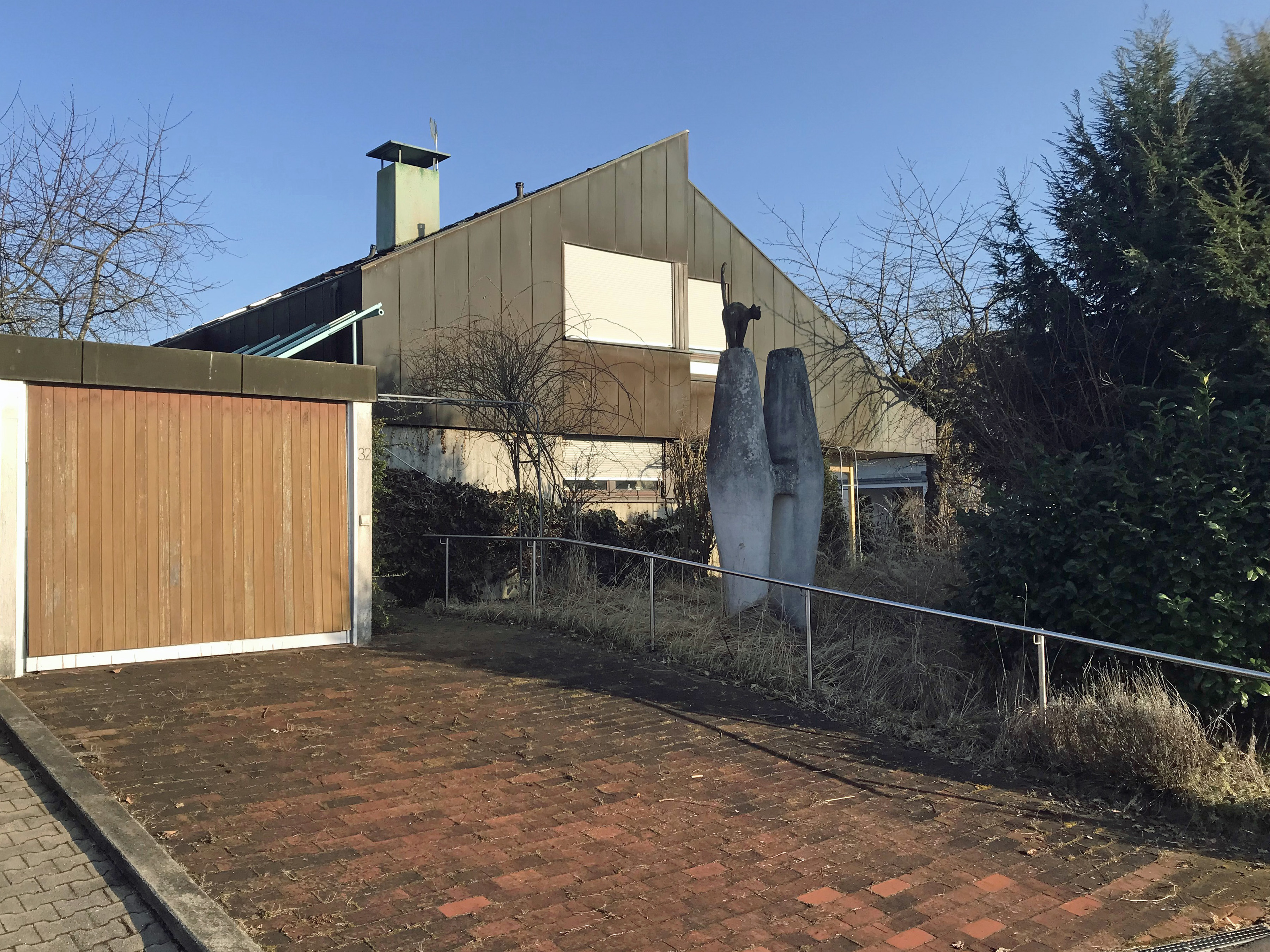
Ehemaliges Wohnhaus in der Max-Beck-Straße 32 in Straßdorf
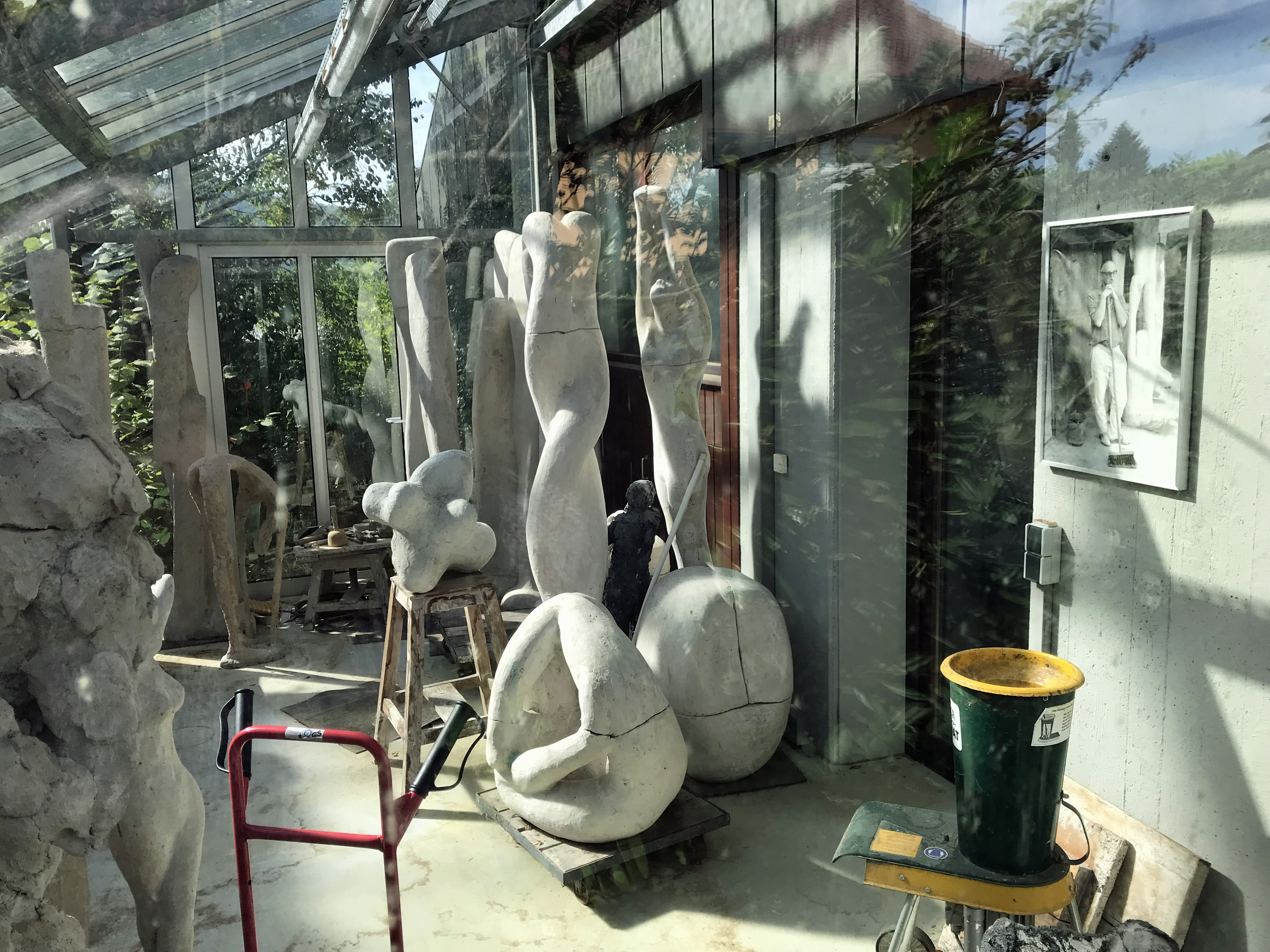
Im Atelier hängt rechts an der Wand ein Foto von Rolf Haug aus dem Jahre 1968, im Hintergrund steht seine Werkbank

## Arbeiten im öffentlichen Raum
- Figurengruppe, Beton, 4 Meter Höhe, um 1960/1970, Beton, Bietigheim-Bissingen.[9]
- Familie, Beton, 1,8 Meter Höhe, Datum unbekannt, Straßdorf. Dargestellt sind Vater, Mutter und Kind.
- Stele, Beton, 2,5 Meter Höhe, um 1965, Wege zur Kunst
- Endlosschleife, Beton, 2 Meter Höhe, um 1980, Schwäbisch Gmünd, Augustinerstraße